# Botryllophilus ruber
Botryllophilus ruber – gatunek widłonoga z rodziny Botryllophilidae. Opisał go w 1864 roku francuski zoolog Charles-Eugène Hesse. 